# Liste de personnalités du pays de Caux
 (mars 2019).
Motif : majoritairement hors-sujet
Pour un article plus général, voir Pays de Caux.
Cet article présente une liste de personnalités du pays de Caux, une région naturelle de Normandie en France.

## Liste
- André Raimbourg dit Bourvil, artiste de music hall, humoriste, comédien de théâtre et cinéma, né à Prétot-Vicquemare le 27 juillet 1917. Il a passé toute son enfance à Tonneville, commune de Bourville. Il est décédé à Paris le 23 septembre 1970.
- Adrien Victor Auger, peintre élève de Jacques-Louis David, né à Saint-Valery-en-Caux en octobre 1787.
- Louis-Hyacinthe Bouilhet, écrivain né à Cany le 27 mai 1822 et mort à Rouen le 18 juillet 1868.
- Dominique Noguez, écrivain né le 12 septembre 1942 à Bolbec, prix Femina 1997.
- Salomon de Caus, ingénieur et architecte né à Dieppe en 1576 en Normandie, et mort à Paris a 1626.
- Isaac de Caus, ingénieur et architecte né à Dieppe en 1590 en Normandie, et mort à Paris 1648.
- Fabien Canu, judoka,  né à Saint-Valery-en-Caux le 23 avril 1960
- Jef Friboulet (1919-2003), peintre, né le 11 novembre 1919 à Fécamp et mort le 13 mai 2003 à Yport.
- Pierre de Fécamp, chroniqueur sur l'histoire de la Normandie.
- Remigius de Fécamp, premier évêque de Lincoln (Royaume-Uni)
- Édouard le Confesseur, s'est exilé à Fécamp.
- Wace, écrivain, a séjourné à Fécamp.
- Jean Accart, pilote et as de la Seconde Guerre mondiale, né à Fécamp.
- Guillaume de Volpiano, religieux et réformateur liturgique piémontais né en 962 - enterré à Fécamp en 1031
- Louis-Thomas Dufour (1613-1647), philologue
- Alexandre Legrand, industriel, « redécouvreur » de la liqueur Bénédictine
- Guy de Maupassant a habité dans la commune.
- Jean Lorrain, écrivain, né dans la commune.
- Tony Parker, basketteur français, a débuté à Fécamp.
- Valérie Lemercier, actrice et réalisatrice, née à Dieppe, a grandi à Gonzeville
- Richard Ier de Normandie (933-996)
- Pierre Carron (1932), sculpteur et peintre
- David Belle (1973), créateur du Parkour.
- Annabelle Folain Bétemps, Personnalité politique, née à Fécamp
- Bella Pochez, résistante, morte à Auschwitz.
- Gustave Lambert, hydrographe et explorateur
- Paul Vasselin, homme politique républicain
- Jacques Mazoyhie, armateur fécampois
- René Legros, inventeur, né à Fécamp.
- Étienne Chicot, comédien, né à Fécamp
- Olivier Tangkun, Producteur de films et réalisateur, habitant à Fécamp
- Jean Gaumy, photographe.
- Louis Levacher, peintre-sculpteur.
- Georges de Scudéry (1601-1667), écrivain
- Madeleine de Scudéry (1607-1701), écrivain
- Jean-Baptiste Après de Mannevillette (1707-1780), hydrographe
- Jacques-Henri Bernardin de Saint-Pierre (1737-1814), écrivain, intendant général du Jardin des Plantes, membre de l'Institut de France
- Pierre-François Haumont, (1772-1866), sculpteur
- Jérôme-Balthasar Levée, (1769-1835), homme de lettres
- Charles-Alexandre Lesueur (1778-1846), naturaliste
- Casimir Delavigne (1793-1843), écrivain
- Frédérick Lemaître (1800-1876), comédien emblématique du Boulevard du Crime
- Louise Thérèse de Montaignac (1820-1855), religieuse déclaré Bienheureuse en 1990.
- Jean-Baptiste Théodore Duval (1824-1897, évêque de Soissons
- Gabriel Monod (1844-1912), historien
- Louis Archinard (1850-1932), général
- Henri Woollett (1864-1936), compositeur
- Léon Meyer (1868-1948), homme politique
- Louis Bachelier (1870-1946), mathématicien
- Albert Dubosc (1874-1956), homme politique
- Raoul Dufy (1877-1953), peintre et graveur
- Jean Dufy (1888-1964), peintre
- André Caplet (1878-1925), compositeur et chef d'orchestre
- Maurice Lesieutre (1879-1975, sculpteur, chansonnier et poète d'expression normande
- Jules Durand (1880-1926), syndicaliste
- Raimond Lecourt (1882-1946), peintre
- Gabriel Guérin (1941), as de l'aviation de la Première Guerre mondiale.
- René Coty (1882-1962), homme politique, Président de la République de 1954 à 1959
- Arthur Honegger (1892-1955), compositeur
- Jean Dubuffet (1901-1985), peintre, sculpteur, philosophe, pataphysicien, il est l'un des maîtres de l'Art brut
- Raymond Queneau (1903-1976), écrivain, membre de l'Académie Goncourt et du Collège de Pataphysique, cofondateur de l'Oulipo
- Albert Brenet (1903-2005), peintre de la Marine
- Commandant Vallin --Jean Duhail-- (1905 - Viry, Jura 1944) : chef du maquis du Haut-Jura en 1943-1944 ; arrêté sur dénonciation à Saint-Claude (Jura), il fut torturé puis fusillé par les Nazis. Sa tombe est à l'entrée du cimetière de Viry.
- Albert Palle (1916-2007), écrivain, journaliste
- Michel Quoist (1921-1997), prêtre et écrivain
- Jean Bouise (1929-1989), acteur français
- Armand Frémont (1933), géographe français
- Cardon (1936), dessinateur de presse
- Paul Vatine (1957-1999), navigateur disparu en mer
- Laurent Ruquier (1963), humoriste, journaliste
- Guillaume Le Touze (1968), écrivain
- Claudine Loquen (1965), artiste peintre née à Sainte-Adresse, a vécu à Veauville-lès-Baons
- Jérôme Le Banner (1972), kickboxer international
- Anthony Dupray (1974), acteur
- Julien Faubert (1983), footballeur international
- Louis Victor Marziou, armateur
- Eugène Boudin (1824-1898), peintre né à Honfleur
- Antoine Renard (1825-1872), ténor
- Octave Crémazie (1827-1879), poète québécois, mort au Havre
- Claude Monet (1840-1926), peintre né à Paris puis résidant au Havre à partir de l'âge de 5 ans
- Félix Faure (1841-1899), député puis Président de la République de 1895 à 1899
- Armand Salacrou (1899-1989), auteur dramatique
- Jean-Paul Sartre (1905-1980), écrivain né à Paris et ayant enseigné au Lycée du Havre (lycée François Ier) de 1936 à 1939. Il y écrit son premier roman, La Nausée
- Raymond Aron (1905-1983), sociologue, philosophe et journaliste français et ayant enseigné au Lycée du Havre (lycée François Ier)
- Emile Danoën (1920-1999), écrivain, a grandi au Havre dans le quartier Saint-François qui lui a servi de décor pour Une maison soufflée aux vents, Prix du roman populiste en 1951
- Yoland Simon (1941), écrivain
- Philippe Huet écrivain (Quai de la colère, L'affaire Jules Durand)
- Jules Siegfried 1er adjoint puis Maire du Havre (1870-1873) et (1878-1886).
- Josep Carner (1884-1970), poète catalan et traducteur de Dickens. A été vice-consul au Havre.
- François Bertrand, (plus connu sous le nom de sergent Bertrand) (1823-1878), nécrophile très connu du XIXe siècle. Il a vécu les 22 dernières années de sa vie au Havre (d'après l'enquête très approfondie de son biographe Michel Dansel)
- Mary Wollstonecraft (1759-1797), femme de lettres et philosophe anglaise, précurseur du féminisme, mère de Mary Shelley l'auteur de Frankenstein ou le Prométhée moderne. A vécu plusieurs mois au Havre où elle s'était réfugiée durant la Terreur et où elle a donné naissance à son premier enfant, Fanny.
- Christine Lagarde (1956- ), avocate, ancienne ministre française de l'Économie, des Finances et de l'Emploi (2007-2011), directrice générale du Fonds monétaire international (FMI) depuis 2011.
- Alexandre Dumas père y décède, en 1870, chez son fils dans le quartier de Puys, station balnéaire réputée du XIXe.
- Raymond Offroy (1909-2003), résistant et ambassadeur, député UDR de Dieppe de 1967 à 1977 ;
- Louis Delaporte (1896-1985), croix de guerre 1914-1918 et ancien résistant, maire de Criel-sur-Mer en 1945 et député CNI de la Seine-Inférieure de 1958 à 1962 ;
- Antoine Louis Albitte, homme politique né à Dieppe le 30 décembre 1761 ;
- Pierre Pomponne Amédée Pocholle, homme politique né à Dieppe le 30 septembre 1764 ;
- André Lebon, homme politique né à Dieppe le 26 août 1859 ;

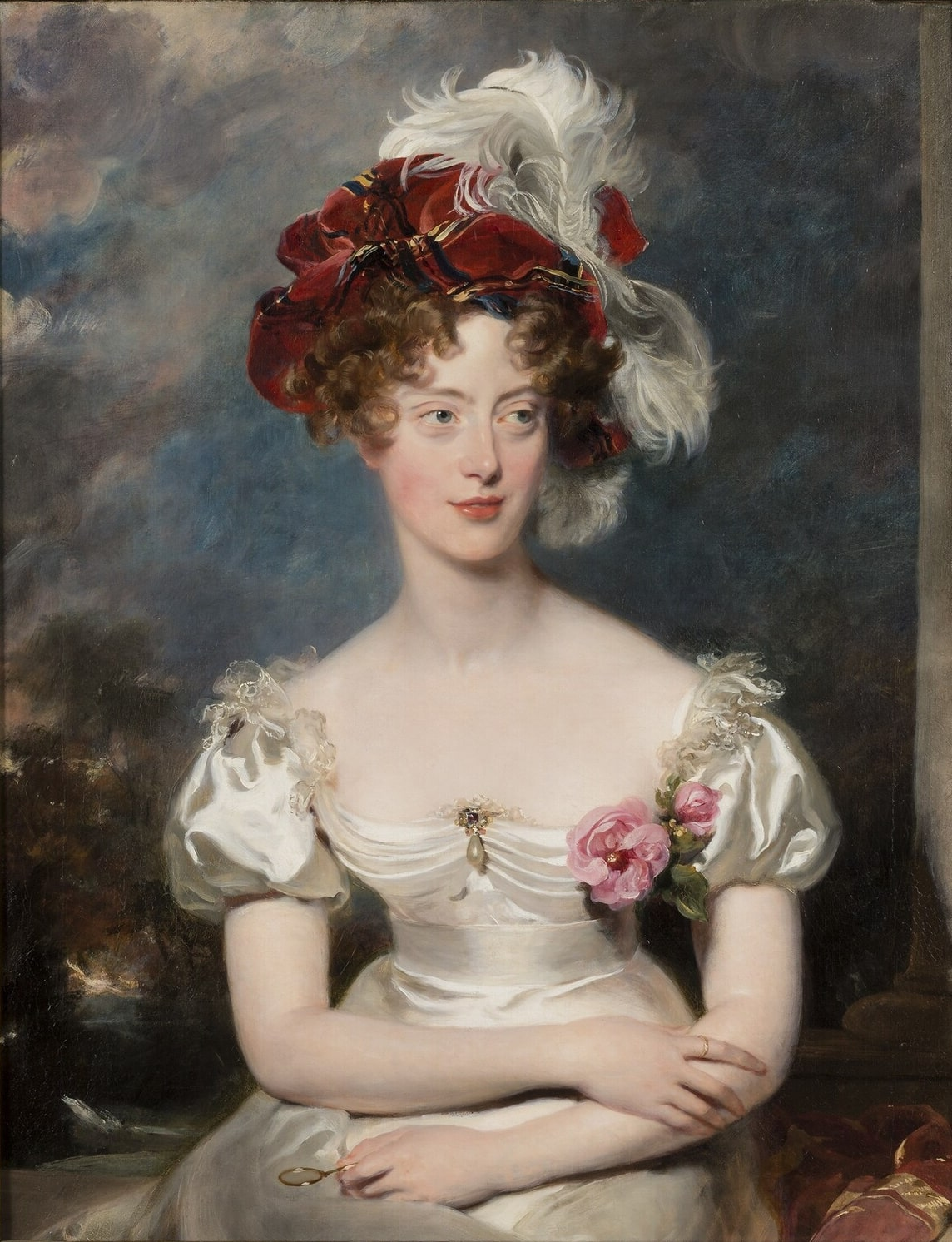
Caroline de Bourbon-Siciles (1798-1870)

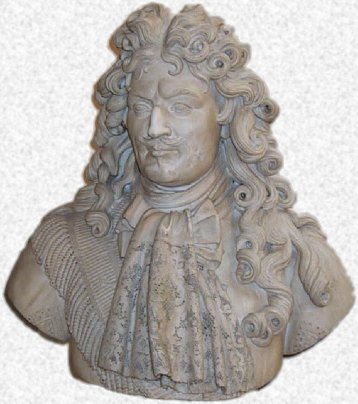
Abraham Duquesne

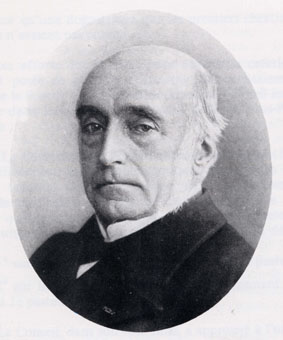
Albert Réville

- André Alerme, acteur, né à Dieppe le 9 septembre 1877.
- Jean Ango, navigateur né à Dieppe en 1480, mort à Dieppe en 1551
- Thomas Aubert, navigateur, né à Dieppe au XVIe siècle
- Eugène Bénet, sculpteur, né à Dieppe en 1863
- Pierre-Jacques-Théodore Blard, sculpteur né à Dieppe le 27 août 1822
- Bruno Braquehais, photographe né à Dieppe en 1823
- Antoine-Augustin Bruzen de La Martinière, lexicographe né à Dieppe en 1662
- Antoine-Augustin Bruzen de La Martinière, érudit né à Dieppe en 1683
- Henry E. Burel (1883-1967), peintre né et mort à Fécamp
- Laurent Capet, né le 5 mai 1972, joueur de volley-ball, plus de 300 sélections en équipe de France
- Jean Cousin navigateur du XVesiècle
- Jean Crasset, homme de lettres né à Dieppe vers 1615
- Eugène Crépet, auteur né à Dieppe en 1827
- Giovanni da Verrazano dit Jean de Verrazane, navigateur parti de Dieppe en 1523
- Charles-Timoléon de Sigogne, poète satirique et gouverneur de Dieppe, né à Dieppe vers 1560 et mort dans cette ville en 1611
- Louis de Broglie, physicien né à Dieppe le 15 août 1892
- Théodore de Broutelles, peintre né à Dieppe le 4 octobre 1842
- Auguste, duc de la Force, historien né à Dieppe en 1878
- Gouye de Longuemare, historien né à Dieppe en 1715
- Adrien de Pauger, ingénieur et architecte du « Vieux Carré » à La Nouvelle-Orléans
- Pierre Desceliers, cartographe né à Arques-la-Bataille vers 1500, mort vers 1558
- François Descroizilles, apothicaire né à Dieppe le 20 septembre 1707 et mort à Dieppe le 17 mars 1783
- François-Antoine-Henri Descroizilles, apothicaire et chimiste né à Dieppe le 11 juin 1751
- Jean Doublet, poète né à Dieppe vers 1528
- Ernest Henri Dubois, sculpteur né à Dieppe le 16 mars 1863
- Abraham Duquesne, officier de marine né à Dieppe en 1610
- Joseph-Marie Flouest, peintre et sculpteur, né à Dieppe le 7 décembre 1747
- Olivier Frébourg (1965), écrivain, né dans la commune
- Jef Friboulet (1919-2003), peintre, lithographe et sculpteur né et mort à Fécamp
- Émile Giraud, juriste né à Dieppe en 1894
- Thomas Gouye, savant né à Dieppe en 1650
- Pierre Adrien Graillon, sculpteur né à Dieppe en 1807
- Michel Hardy, bibliothécaire-archiviste né à Dieppe le 23 septembre 1840
- David Houard, juriste né à Dieppe le 17 février 1725
- Victor Langlois, orientaliste né à Dieppe le 20 mai 1829
- André Lebey, écrivain né à Dieppe en 1877
- Jean Mauger, graveur né à Dieppe en 1648
- Michel Mollart, graveur né à Dieppe en 1641 et mort dans cette ville en 1712
- Jean Pecquet, anatomiste né à Dieppe le 9 mai 1622
- Emmanuel Petit, footballeur né à Dieppe en 1970
- Jean Rédélé (17 mai 1922 - 10 août 2007), fondateur des automobiles Alpine.
- Albert Réville, savant né à Dieppe le 3 novembre 1826
- Jean Ribault, corsaire protestant né à Dieppe en 1520
- Richard Simon, historien né à Dieppe le 13 mai 1638
- Jean-Paul Villain, né le 1er novembre 1946, athlète, champion d'Europe et de France de 3000 mètres steeple
- André Voisin, agronome né à Dieppe en 1903
- Arnaud Massy
- Daniel Authouart, peintre né à Lillebonne le 17 septembre 1943
- Annie Ernaux, écrivaine née à Lillebonne le 1er septembre 1940
- Albert Glatigny, poète né à Lillebonne le 21 mai 1839, décédé à Sèvres le 16 avril 1873
- Geoffrey Oryema, chanteur, a vécu à Lillebonne
- Jean Prévost (1901-1944), écrivain et résistant dans le Vercors sous le pseudonyme de Capitaine Goderville.
- Antoine Vincent Arnault (1766-1834), homme politique, poète et auteur dramatique français, de l'Académie française, mort à Goderville.
- Louis-Hyacinthe Bouilhet
- Marc Dufumier, ingénieur agronome, professeur émérite à AgroParisTech
- Jules Corniquet, poète normand
- Georges Friboulet, compositeur normand né au Havre le 26 juillet 1910, yvetotais, décédé à Athis Mons le 14 février 1992
- Jacques Dyel du Parquet, gouverneur et colon de la Martinique, né à Cailleville en 1606, et mort à Saint-Pierre en 1658